# Signal de Bougy

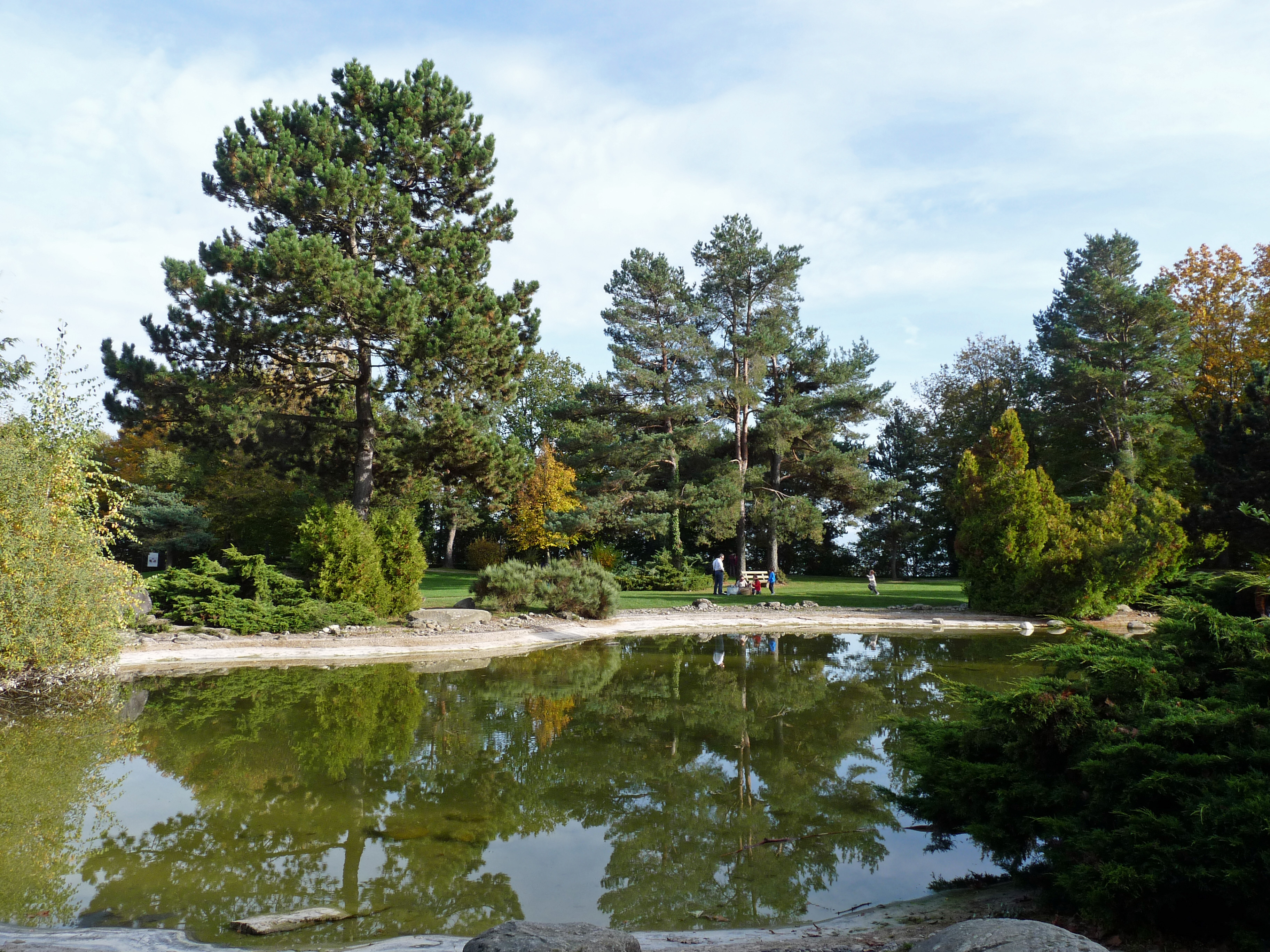
Weiher im Park

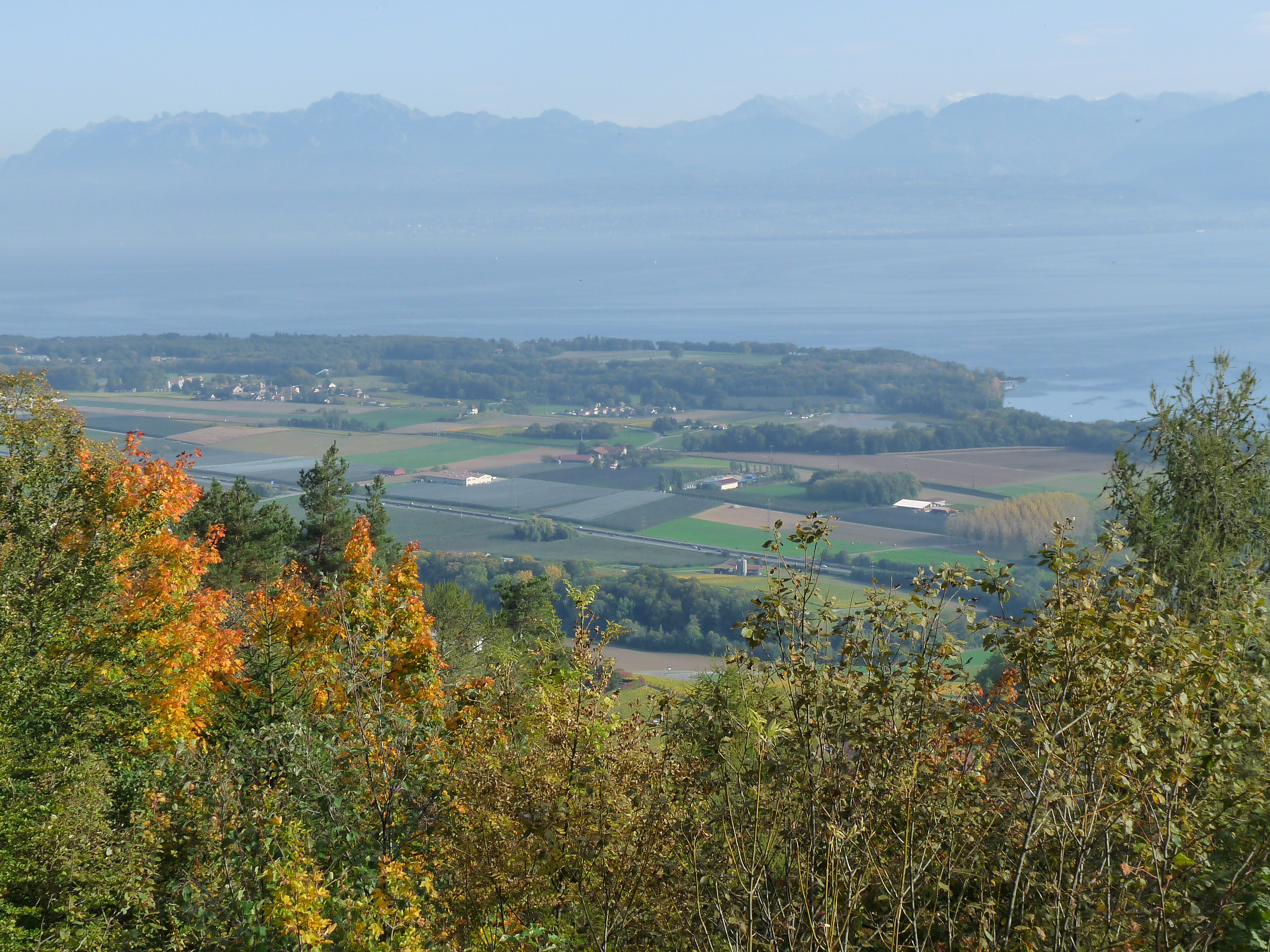
Aussicht auf den Genfersee und die Savoyer Alpen

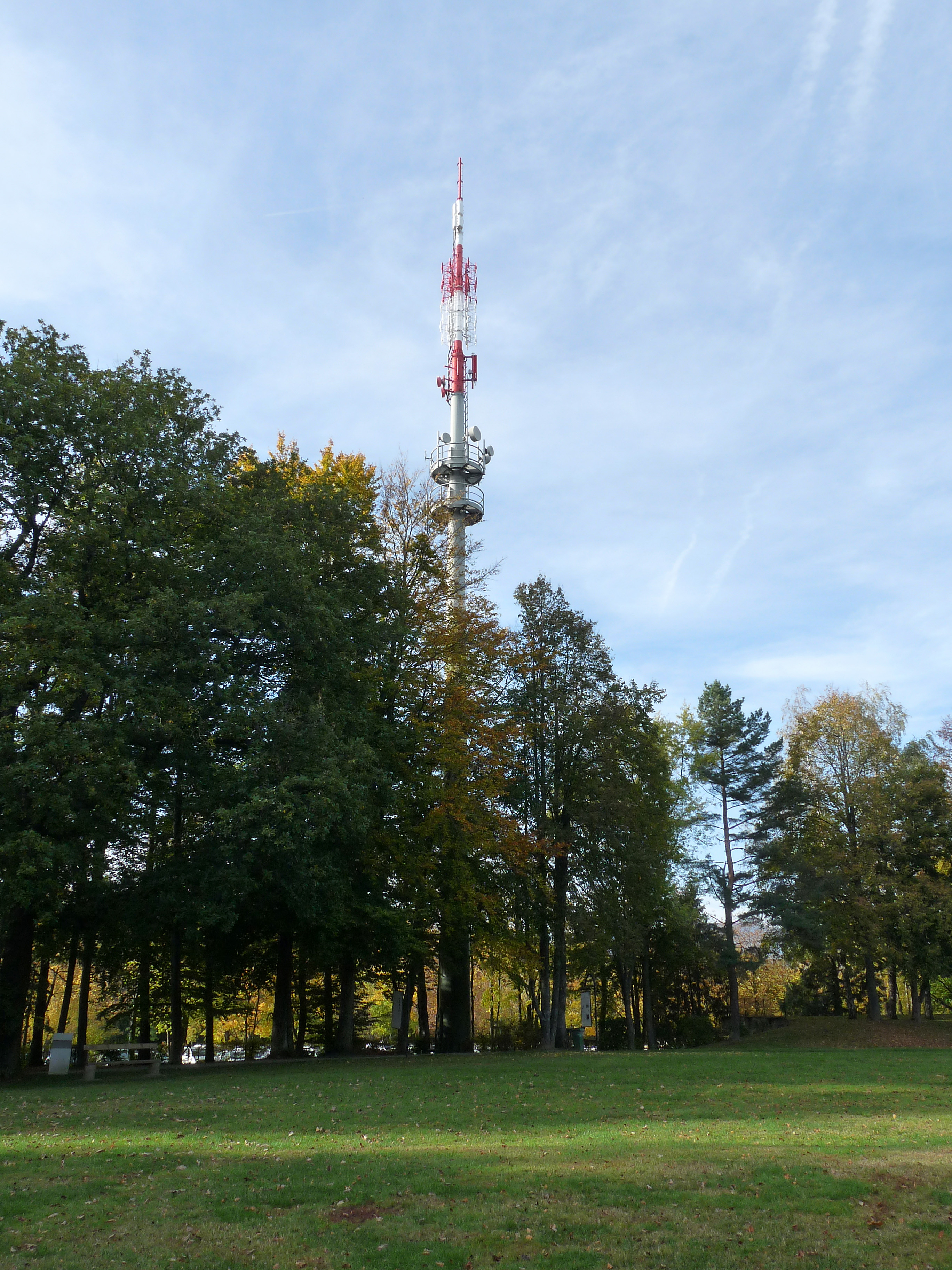
Antennenanlage

Der Signal de Bougy ist ein 707 Meter hoher Berg nördlich des Genfersees, oberhalb von Aubonne auf dem Gebiet der Gemeinde Bougy-Villars im Kanton Waadt. Wegen seiner Aussicht auf den See und die Savoyer Alpen ist er schon seit dem 18. Jahrhundert berühmt. Bekannt ist er heute vor allem durch den seit 1971 vom Migros-Genossenschafts-Bund betriebenen Erholungspark, den Parc Pré-Vert Signal de Bougy.

## Anlage
Im Park gibt es Spielplätze, Rutschen, Schaukeln, eine Minigolfanlage, einen Sportbereich mit Strandvolleyball-, Streetball- und Fussballfeldern sowie eine Joggingstrecke und einen Seilgarten. Ebenso gibt es einen Tierpark und ein Wildtiergehege. Alle Anlagen stehen gratis zur Verfügung und werden vom Migros-Kulturprozent finanziert. Das Parkrestaurant ist von Anfang März bis Ende November geöffnet und kann für Seminare genutzt werden. Unmittelbar westlich des Parks befindet sich ein Golfplatz. Der Signal de Bougy ist über die A1 oder mit dem Bus vom Bahnhof Rolle aus erreichbar.
Auf dem Signal de Bougy steht eine Sendeanlage, die Radioprogramme im DAB-Format verbreitet (Block 12A SRG SSR F01 bzw. SUI0007A).

## Geschichte

Signal du Bougy, 1842

Bereits im späten 18. Jahrhundert war die Aussicht vom Signal de Bougy weitherum bekannt. 1782 bestellte der russische Grossfürst Pawel Petrowitsch, der spätere Zar Paul I., auf der Durchreise in Bern bei Johann Ludwig Aberli ein Gemälde. Gemäss einer Überlieferung von Heinrich Rieter aus dem Jahr 1804 fand Aberli «die Aussicht von der Höhe über Aubonne ihrer Landkarten-ähnlichen Ausgedehntheit wegen für den Mahler unausführbar». 1824/25 schuf Jakob Samuel Weibel hier ein Halbrundpanorama über den westlichen Teil des Genfersees. Besitzer des Signal de Bougy war damals der französische Bankier Benjamin Delessert. 1826 liess er ein Kiefernwäldchen pflanzen und einen Aussichtspavillon errichten, einen Monopteros mit zierlichen dorischen Säulen.
Die von 1898 bis 1938 bestehende Strassenbahn Rolle–Gimel besass beim Signal de Bougy eine Haltestelle. 1902 wurde hier ein Hotel eröffnet. Während der Verhandlungen über die Beendigung des Algerienkriegs, die am 18. März 1962 in Évian-les-Bains mit der Unterzeichnung der Verträge von Évian endeten, waren die Delegierten der algerischen Nationalen Befreiungsfront zunächst in Genf und später im Hotel auf dem Signal de Bougy untergebracht, wobei die Schweizer Regierung «lückenlose Diskretion» zusicherte.
Einige Jahre später stand das Hotel leer und eine schwedische Klinik war am Kauf des Gebäudes sowie des umliegenden Geländes interessiert. Pierre Arnold, der Generaldirektor des Migros-Genossenschafts-Bundes (MGB), verhandelte daraufhin mit Gemeinde- und Kantonsbehörden. Sein Ziel war es, die Naturlandschaft zu erhalten und der Öffentlichkeit zugänglich zu machen. Zu diesem Zweck gründeten der MGB und die Migros-Genossenschaften der Romandie am 7. Juli 1970 die Stiftung Pré Vert du Signal de Bougy. Geplant war eine Parkanlage nach dem Vorbild des Parks im Grüene in Rüschlikon. Der MGB erhielt den Wald und das Gelände geschenkt, weitere Parzellen erwarb er von privaten Besitzern. Im April 1971 begann die Umsetzung des vom Architekten Ernst Schwarzenbach erstellten Gestaltungsplanes, das Hotel wurde abgerissen. Die offizielle Eröffnung erfolgte am 3. Juli 1971.
Der MGB investierte mehr als 17 Millionen Franken in die Gestaltung des Parks, dessen Fläche zunächst 57 Hektaren betrug. Über die Jahre konnten weitere Grundstücke hinzugefügt werden. Heute beträgt die Fläche 110 Hektaren, wovon 30 der Öffentlichkeit zugänglich sind. Seit 1999 gibt es unmittelbar westlich des Parks einen Golfplatz mit 18 Löchern. Der Signal de Bougy war am 30. April 2011 Zielort der vierten Etappe der Tour de Romandie 2011, Sieger des in Aubonne gestarteten Einzelzeitfahrens war David Zabriskie.